# Theodor Hasle
Jørgen Henrik Theodor Hasle (13. juli 1816 i København – 16. februar 1889 på Frederiksberg) var en dansk godsejer og politiker.
Theodor Hasle var søn af overretsprokurator Nicolai Andreas Hasle (1785-1820) og Anne Marie Ballum (1791-1865). Han blev student 1833 fra Borgerdydskolen i København, lærte derefter landvæsen i Holsten og ejede 1838-47 Hesselbjerggård i Reerslev Sogn ved Ruds Vedby og 1847-59 Løvegård i Gerlev Sogn ved Høng. 1848 blev han landvæsenskommissær og var sognerådsformand 1848-58 og medlem af Holbæk Amtsråd 1856-59. Fra 1859 til sin død boede han på Frederiksberg.
Han sluttede sig tidligt til Bondevennernes Selskab og deltog i stiftelsen af Hindholm Højskole 1852 og af Den sjællandske Bondestands Sparekasse 1856. Indtil 1875 var han medlem af dennes bestyrelse og valgtes 1877 til J.A. Hansens efterfølger som formand for De mindre Landejendomsbesidderes Brandforsikring i Holbæk Amt.
Efter et par forgæves forsøg repræsenterede han i årene 1854-58 han Slagelsekredsen, 1860-61 Frederikssundkredsen i Folketinget og valgtes 1863 til Landstinget for 2. kreds, faldt ved grundlovsvalget juni 1866, men valgtes atter i samme kreds fra oktober samme år og beholdt dette sæde til sin død. Han var Store Heddingekredsens repræsentant i Novemberforfatningens Rigsrådsfolketing, men trak sig ved opløsningsvalget 1865 tilbage for Jacob Scavenius, som stillede sig i tilslutning til Venstre. På tinge tilhørte Hasle den J.A. Hansen'ske venstregruppe, men gik dog til tider sine egne veje, fx da han stemte for Næringsloven 1857 og imod grundlovsrevisionen 1866. Under forfatningskampen tog han livligt del i valgagitationen og var en af lederne af den Gruppe, der ude i Landet 1866 kæmpede en sidste kamp for Junigrundloven.
Fra 1866 var han Venstres fører i Landstinget, han talte ikke meget, men benyttedes overordentlig meget i udvalg, han var 1864-75 statsrevisor og fra 1866-83 medlem af Rigsretten. Det var i den tid, Højre og Venstre i Landstinget forligtes såre vel. En årrække var han sekretær i tinget. Han døde 11. februar 1889 og oplevede således de hårde kampe, hvor han stod som Venstres sikre mand og partiets leder, særlig ved protesten mod finanslovens behandling i Landstinget 1884. Hasle hørte til venstrepartiets bedste mænd i landet og forstod med stor sindighed at hævde sine meningsfællers indflydelse i tinget i den tid, hvor partikampen endnu ikke havde gjort en sådan hævdelse umulig.
Hasle blev gift 1. gang 7. april 1838 i Kalundborg med Marie Magdalene von Schnell (18. juli 1815 i Kalundborg – 11. november 1847 på Emilsminde i Drøsselbjerg Sogn), datter af godsejer Jacob von Schnell til Kalundborg Ladegård og Gyldenholm (1781-1815) og Charlotte Amalie Stub (1786-1865). 2. gang ægtede han 3. april 1850 Marie Elisabeth Prip (4. november 1820 i Horsens – 9. marts 1897 i København), datter af købmand Gert Hansen Prip og Pouline Christine Lind. Ægteskabet blev opløst. 3. gang ægtede han 1872 Johanne Antoinette Stabell (3. maj 1824 i Middelfart – 20. september 1881 på Frederiksberg), datter af byfoged, justitsråd Nicolaus Franciscus Stabell.
Han er begravet på Assistens Kirkegård. Der findes et portræt i træsnit fra 1884.